# Onomastica islandese

Un semplice albero familiare illustrante il sistema patronimico Islandese

I nomi islandesi, nell'onomastica di quel Paese, sono patronimici (occasionalmente matronimici) in cui si riflette il nome del padre (o della madre) e non il cognome storico della famiglia. Essi si aggiungono al nome proprio attribuito dai genitori al momento della nascita e non sono quindi veri e propri cognomi in senso occidentale, poiché accompagnano la persona nel corso della propria vita ma non si tramandano ai figli.

## Storia
L'Islanda condivide questa eredità culturale con le nazioni scandinave come Norvegia, Svezia e Danimarca e con la popolazione delle isole Fær Øer. Gli islandesi, comunque, a differenza degli scandinavi, stanno continuando ad utilizzare il loro tradizionale sistema di nomi, che fu originariamente usato in tutta la Scandinavia e nelle isole nordiche. Questo è stato inoltre reintrodotto nelle isole Fær Øer. Un esempio storico molto conosciuto è quello di Leif Erikson, figlio di Erik il Rosso.

## Cognomi familiari
Alcuni cognomi esistono in Islanda, ma sono normalmente ereditati da genitori di origine straniera. Esempi di islandesi famosi che hanno ereditato il cognome della propria famiglia sono l'ex-primo ministro Geir Haarde, il calciatore Eiður Smári Guðjohnsen, l'attrice Kristbjörg Kjelld, l'attore Magnús Scheving, il regista Baltasar Kormákur e la cantante Emilíana Torrini. Prima del 1925 era legale adottare nuovi cognomi; un islandese che fece così fu Halldór Laxness, vincitore di premio Nobel. Dal 1925 una legge ha stabilito che non sarebbe stato possibile adottare un cognome a meno di essere vincolati ad un diritto ereditario.

## Nuovi nomi
I nomi propri che non sono mai stati precedentemente utilizzati in Islanda devono essere approvati dal Comitato Islandese dei Nomi prima di poter essere usati. Il criterio di accettazione è se possa o meno essere ammesso nel linguaggio islandese. In primo luogo esso deve contenere solo lettere presenti nell'alfabeto islandese; in secondo luogo deve poter essere declinato a seconda del caso grammaticale.

## Tipici nomi islandesi
Per esempio un uomo chiamato Jón Einarsson ha un figlio chiamato Ólafur. Il cognome di Ólafur non sarà Einarsson, come quello di suo padre: egli diverrà Jónsson, letteralmente indicante che Ólafur è il figlio di Jón (Jóns + son).
La stessa pratica è usata per le figlie. La figlia di Jón Einarsson, Sigríður, non avrà Einarsson come cognome; lei adotterà il cognome Jónsdóttir, che significa letteralmente "la figlia di Jón" (Jóns + dóttir).
In qualche caso un cognome può essere derivato da un secondo nome parentale invece che dal nome proprio. Per esempio, se Jón è figlio di Hjálmar Arnar Vilhjálmsson egli potrebbe essere chiamato sia Jón Hjálmarsson (Jón, figlio di Hjálmar) che Jón Arnarsson (Jón, figlio di Arnar). La ragione di questa logica è che un genitore potrebbe preferire essere chiamato con il proprio secondo nome invece che col primo, e ciò è comunemente accettato. La ragione di questa scelta potrebbe anche essere che, a detta del genitore, il nome del figlio "sta meglio" con il proprio secondo nome invece che col primo.
Nei casi in cui due persone nello stesso ambito sociale siano in possesso dello stesso nome e dello stesso cognome patronimo, potrebbero essere familiarmente distinte col nome del proprio nonno, per esempio Jón Þórsson Bjarnarsonar (Jón, figlio di Þór, figlio di Bjarni) e Jón Þórsson Hallssonar (Jón, figlio di Þór, figlio di Hallur). Sebbene questo metodo sia poco comune (di solito sono usati i secondi nomi), questo genere di nomenclatura può essere comunque riscontrata nelle famiglie islandesi.

## Nome matronimico per scelta
La grande maggioranza dei cognomi islandesi ingloba il solo nome del padre, ma occasionalmente è usato anche il nome della madre: per esempio nei casi in cui il figlio o la madre desiderano chiudere la memoria sociale del padre biologico. Alcune donne vedono in questo sistema un elemento di distinzione sociale, oppure lo usano per semplice scelta stilistica. Un altro caso è dato dagli islandesi la cui identità paterna è sconosciuta: utilizzano un cognome matronimico.
In tutti questi casi il sistema di formazione del nome è identica: Ólafur, figlio di Bryndís, adotterà il nome completo Ólafur Bryndísarson ("figlio di Bryndís"). Un islandese famoso con un nome matronimico è il calciatore Heiðar Helguson, un'altra è la scrittrice Guðrún Eva Mínervudóttir. Un esempio medievale è Eilífr Goðrúnarson.
Alcune persone hanno sia matronimico che patronimico: per esempio Dagur Bergþóruson Eggertsson, ex-sindaco di Reykjavík.

## Nomi di genere patronimici/matronimici di genere neutro
Una legge approvata dal parlamento islandese nel 2019, permette ai singoli che registrano il loro genere come "neutro" di usare il suffisso -bur invece del suffisso -son o -dóttir.

## Figli di coppie dello stesso sesso
In seguito all'apertura dell'Islanda alle adozioni da coppie dello stesso sesso si è posta la questione su che patronimico dovesse avere il figlio. Non vi è ancora una legge specifica, ma le alternative sono due: prendere il patronimico dalla madre naturale oppure, scelta più usata, prendere il patronimico da entrambi i genitori. Ad esempio un bambino di nome Ólafur adottato dalla coppia Jón e Æsi avrà come nome completo Ólafur Jónson Æsison oppure Ólafur Jónog Æsison.

## Conseguenze culturali
In Islanda elenchi come l'elenco telefonico sono ordinati in base al nome proprio invece che per cognome. Per ridurre l'ambiguità l'elenco telefonico va oltre, catalogando i soggetti anche in base alla professione. In Russia, Ucraina e Bielorussia, dove è storicamente attestato l'uso del patronimico accanto al nome proprio (come Ivan Petrovič), la presenza di una popolazione notevolmente più numerosa ha reso necessaria l'introduzione dei cognomi ed ha relegato il patronimico a secondo nome, con funzioni di memoria storica o di appellativo onorifico.
Formalmente gli islandesi si rivolgono l'un l'altro utilizzando nomi propri. Per esempio i media islandesi non chiamano l'ex primo ministro Jóhanna Sigurðardóttir come primo ministro Sigurðardóttir, ma con il suo nome proprio o il suo nome completo.
Se ci sono due uomini nello stesso gruppo entrambi chiamati Jón, magari chiamati rispettivamente Jón Einarsson e Jón Þorláksson, uno potrebbe chiamare Jón Einarsson come "Jón Einars" e Jón Þorláksson come "Jón Þorláks". Quando qualcuno intrattiene una conversazione con entrambi allo stesso tempo non è necessario utilizzare l'appendice "son"; in questo caso il nome del padre può essere utilizzato come soprannome, sebbene ciò non sia molto comune dato che molta gente utilizza allo scopo i secondi nomi.
L'attrice e cantante islandese Björk non usa un nome d'arte ma semplicemente il suo primo nome (il suo nome completo è Björk Guðmundsdóttir). Björk è proprio come un islandese la chiamerebbe, sia formalmente che familiarmente. Se un intervistatore volesse utilizzare un appellativo più comune potrebbe utilizzare "signora Björk".
Come risultato di questo largo uso dei patronimici, una famiglia avrà normalmente una grande varietà di nomi: i genitori potrebbero chiamarsi Jón Einarsson e Bryndís Atladóttir, e i loro figli essere Ólafur Jónsson e Sigríður Jónsdóttir. Con i matronimici, i figli di questo esempio sarebbero Ólafur Bryndísarson e Sigríður Bryndísardóttir.
Il sistema islandese dei nomi potrebbe occasionalmente causare dei problemi per le famiglie che viaggiano all'estero, specialmente con figli piccoli, dal momento che agenti doganali non islandesi abitualmente non sono al corrente di questo sistema e si aspettano di vedere per i figli lo stesso cognome dei propri genitori.
Comunque le persone di discendenza islandese che vivono in nazioni straniere, come per esempio i membri dell'importante comunità islandese del Manitoba (Canada), spesso non utilizzano il tradizionale sistema per i nomi e preferiscono invece adattarsi alle convenzioni del loro Stato di residenza, di solito adottando il loro patronimico come nuovo cognome familiare permanente. In alcuni Paesi, tra cui l'Italia, questa scelta è obbligata in quanto il sistema italiano non consente l'adozione delle norme onomastiche dello stato di origine per i residenti in Italia, anche se mantengono la cittadinanza straniera.